# Церква Святого Івана Хрестителя (Хащованя)
Церква Святого Івана Хрестителя — дерев'яна церква із дзвіницею у селі Хащованя Стрийського району Львівської області. Належить до бойківського типу дерев'яних церков. Має статус пам'ятки архітектури національного значення, охоронний № 1421. Парафія церкви підпорядковується Славському деканату Самбірсько-Дрогобицької єпархії УГКЦ.

## Історія
Церква у Хащовані зведена у 1846 році майстром Юрком Парахоняком, про що свідчить пам'ятний напис на одвірку. Поруч, на цвинтарі з 1767 року стояла церква Святого Михаїла — також бойківського типу, тризрубна, триверха. Центральний зруб мав верх із двох восьмериків на четверику, бічні зруби — верхи з подвійних восьмериків, увінчувалися верхи цибулястими баньками. Особливістю цієї церкви був архаїчний перехід з бабинця до центральної нави — у вигляді одвірка з повними дверима. На початку XX століття вона занепала і була розібрана.
На початку 1930-х років парохом церкви був Роман Чайковський, автор мотто Декалогу українського націоналіста.

## Опис
Дерев'яна, з ялинкових брусів, тризрубна, триверха, орієнтована по осі схід—захід. Зруби квадратні у плані, центральний зруб більший за площею, ніж інші, до нього з півночі та півдня примикають кліроси. Останні заввишки майже на рівні зрубів, завершені трикутними фронтонами, тому мають певну схожість із приділами у хрестоподібному храмі. Верхи зрубів композиційно однакові, типу «восьмерик на четверику», проте четверик над центральним зрубом має вищий залом, ніж бічні, та масивніший восьмерик. Завершуються верхи восьмибічними шатровими банями із цибулястими главками на глухих барабанах і кованими трираменними хрестами.
По периметру церкву оточує піддашшя, що тримається на фігурних випустах вінців. Вікна прямокутні з напівциркульним завершенням, розташовані ритмічно. На фасаді бабинця — невелике квадратне віконце, чотири круглих віконця такого ж розміру розміщені у центральному восьмерику і освітлюють наву. На одвірку дверей бабинця — напис: «Цей дім Божий Будувався Року Божого 1846 Майстер був Юрко Парахоняк і син його Михайло. Перекрита 1863».
В інтер'єрі внутрішній простір розкритий у висоту до середини верхів. Бабинець і кліроси перекриті зрубними коробовими зводами. У західної стіни бабинця влаштовані вузькі хори.
На північ від церкви стоїть дерев'яна двоярусна дзвіниця, квадратна у плані, нижній ярус — зрубної конструкції, верхній — каркасної, з арковими прорізами. По периметру дзвіниця оперезана на рівні першого ярусу широким піддашшям, завершується восьмигранним шатровим верхом. У 2008 році дзвіницю відремонтували.

## Парохи
- о. Іван Ревакович (за сумісництвом) (1850—1858, 1871—1889)[13]
- о Роман Чайковський (поч. 1930-х)
- о. Степан Федько
- о. Олександр Антонюк (бл. 2019 —)